# Orlen KolTrans
Orlen KolTrans è una compagnia ferroviaria privata polacca del gruppo PKN Orlen che si occupa del trasporto ferroviario di petrolio greggio alle raffineria di Płock e del trasporto di combustibili liquidi raffinati, ai depositi di carburante in tutta la Polonia.

## Storia
la società è stata fondata nel 2001 e nel 2017 ha incorporato Euronaft Trzebinia altra società facente parte del gruppo PKN Orlen. Nel 2017, la società ha modernizzato il suo materiale rotabile, siglando un contratto di locazione per 10 locomotive (più locomotiva sostitutiva) dei tipi TRAXX E483 ed E186 con Railpool GmbH.Il 2 febbraio 2018 ha noleggiato tre nuove locomotive tipo Griffin, che sono stati trasferiti alla compagnia da Newag SA nell'ambito di un contratto di affitto per un periodo di due anni.